# Oligia cana
Oligia cana là một loài bướm đêm trong họ Noctuidae.